# Billy Bernard
Billy Bernard (* 9. April 1991 in Luxemburg) ist ein luxemburgischer Fußballspieler.

## Karriere

### Verein
Bernards Heimatverein ist CS Fola Esch. Dort schaffte er im Sommer 2008 im Alter von 17 Jahren den Sprung in den Kader der ersten Mannschaft. Am 24. August 2008, dem 4. Spieltag der Saison 2008/09, kam er im Auswärtsspiel und Derby gegen Jeunesse Esch (1:1) zu seinem ersten Einsatz in der BGL-Ligue, als er in der 63. Minute eingewechselt wurde. Im Laufe der Zeit erkämpfte er sich einen Stammplatz in der Mannschaft und kam in den ersten zwei Spielzeiten zu 30 Einsätzen, in denen er ein Tor erzielte. In der Saison 2010/11 kam er jedoch verletzungsbedingt nur zu vier Einsätzen. In der folgenden Spielzeit konnte er sich seinen Stammplatz zurückerkämpfen und kam zu 15 Einsätzen. 2013, 2015 und 2021 wurde er mit dem Verein luxemburgischer Meister sowie 2017 auch Gewinner des Ligapokals. Auch absolvierte er acht Europapokaleinsätze für Fola in der Qualifikation zur Champions- sowie Europa League. Im Sommer 2021 gab dann Zweitligist FC Monnerich die Verpflichtung des Abwehrspielers bekannt. Er absolvierte dort zwölf Ligaspiele und konnte am Saisonende den Aufstieg in die BGL Ligue feiern. Zur Saison 2023/24 wechselte er weiter bei den Drittligisten FC The Belval Belvaux.

### Nationalmannschaft
Im März 2009 wurde er erstmals für die U-21 des luxemburgischen Fußballverband nominiert und kam am 27. März 2009 im Qualifikationsspiel zur U-21-Fußball-Europameisterschaft 2011 gegen Wales (0:0) zu seinem Debüt, als er in der Halbzeit eingewechselt wurde. Seitdem bestritt er drei Länderspiele für die U-19 und acht Länderspiele für die U-21.
Am 11. August 2010 debütierte der damals 19-jährige Bernard in der A-Nationalmannschaft beim Freundschaftsspiel gegen Wales (1:5), als er in der 86. Minute für Gilles Bettmer eingewechselt wurde. Am 26. März 2013 folgte dann der zweite und letzte Einsatz zuhause gegen Finnland (0:3).

## Erfolge
- Luxemburgischer Meister: 2013, 2015, 2021
- Luxemburgischer Ligapokalsieger 2017